# Desmia chryseis
Desmia chryseis là một loài bướm đêm trong họ Crambidae.